# Двигатель Toyota ZR

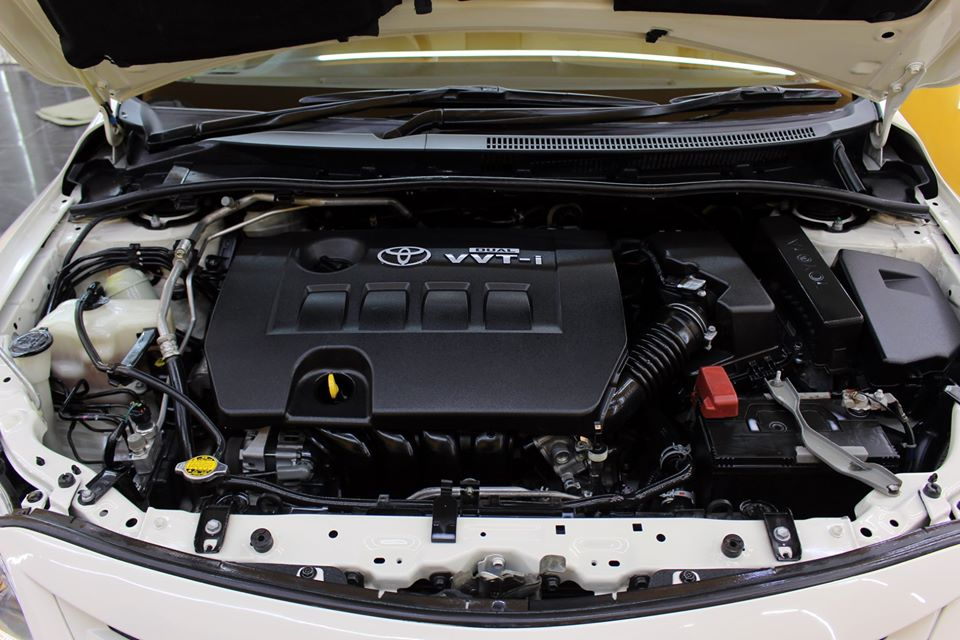
1ZR-FE на Toyota Corolla 1.6

Двигатели Toyota ZR — рядные 4-цилиндровые бензиновые двигатели внутреннего сгорания производства Toyota.

## 1ZR-FE
- Объём: 1,6 л (1598 см3)
- Клапанный механизм: VVT-i
- Мощность: 91 кВт (122 л. с.) при 6400 об/мин
- Крутящий момент: 153 Н⋅м при 5200 об/мин
- Диаметр цилиндра x Ход поршня: 80,5 мм × 78,5 мм
- Степень сжатия: 10,2:1

## 1ZR-FAE
- Объём: 1,6 л (1598 см3)[1]
- Клапанный механизм: VVT-i
- Мощность: 96 кВт (129 л. с.) при 6400 об/мин
- Крутящий момент: 160 Н⋅м при 4400 об/мин
- Диаметр цилиндра x Ход поршня: 80,5 мм × 78,5 мм
- Степень сжатия: 10,7:1

## 1ZR-FBE (Flex-Fuel)
- Объём: 1,6 л (1598 см3)
- Клапанные механизмы: VVT-i и Valvematic
- Мощность: 93 кВт (125 л. с.) при 6400 об/мин
- Крутящий момент: 157 Н⋅м при 5200 об/мин

## 2ZR-FE
- Объём: 1,8 л (1798 см3)[2][3]
- Клапанный механизм: DOHC
- Мощность: 95 кВт (128 л. с.)
- Крутящий момент: 171 Н⋅м
- Диаметр цилиндра x Ход поршня: 80,5 мм × 88,3 мм
- Степень сжатия: 10,0:1
- Сухая масса: 97 кг

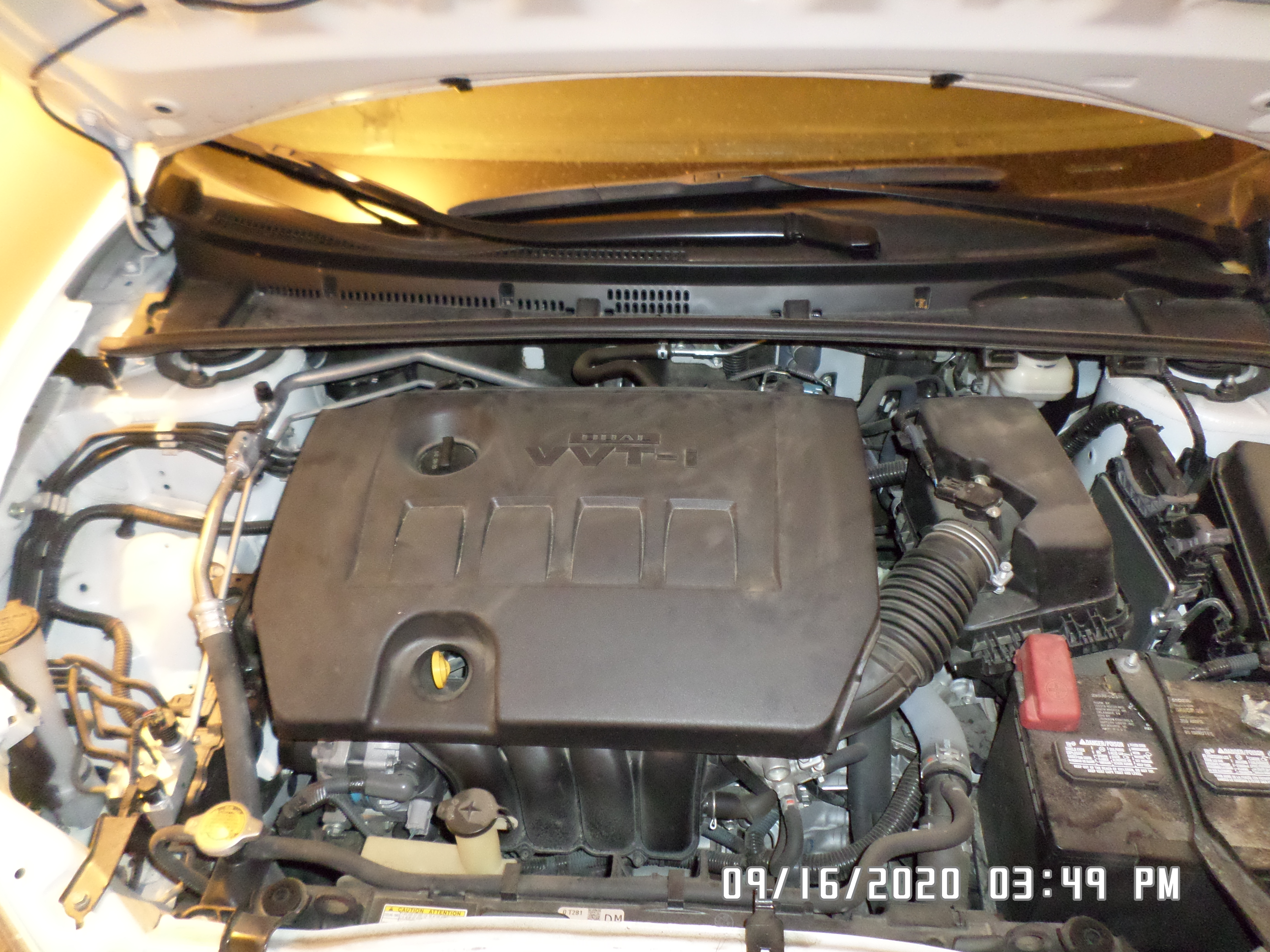
2ZR-FE на Toyota Corolla LE с крышкой
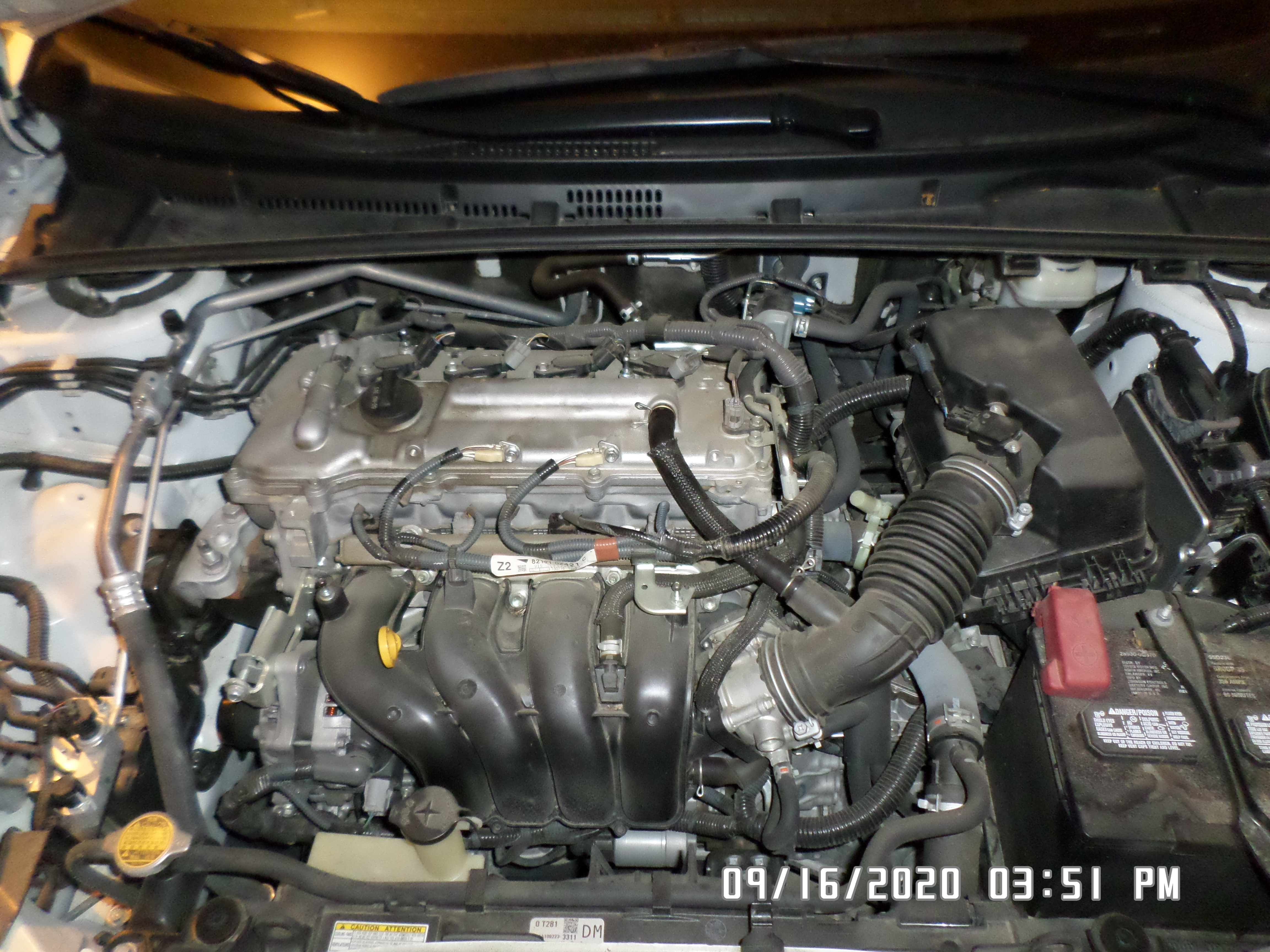
2ZR-FE на Toyota Corolla LE без крышки

## 2ZR-FAE
- Объём: 1,8 л (1798 см3)
- Клапанный механизм: Valvematic

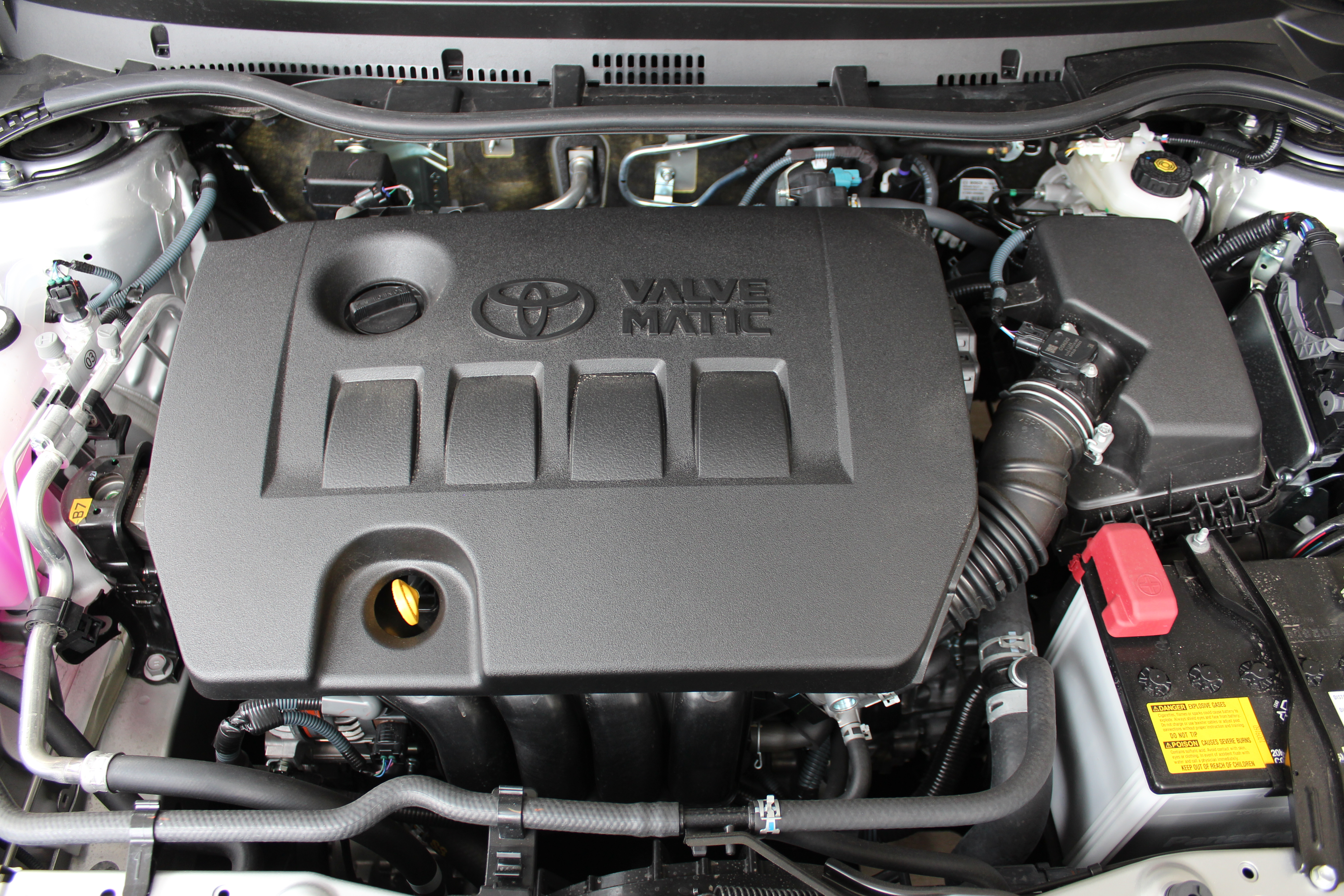
2ZR-FAE

- Мощность: 104—110 кВт (139—148 л. с.)
- Крутящий момент: 171—175 Н⋅м
- Степень сжатия: 10,5:1

## 2ZR-FBE (Flex-Fuel)
- Объём: 1,8 л (1798 см3)
- Клапанные механизмы: VVT-i и Valvematic
- Мощность: 105 кВт (141 л. с.) при 6000 об/мин
- Крутящий момент: 178 Н⋅м при 4000 об/мин

## 2ZR-FXE (Цикл Аткинсона)
- Объём: 1,8 л (1798 см3)[4]
- Мощность: 73 кВт (98 л. с.) при 5200 об/мин
- Крутящий момент: 142 Н⋅м при 4000 об/мин
- Степень сжатия: 13,0:1

## 3ZR-FE
- Объём: 2,0 л (1986 см3)[4]
- Клапанный механизм: VVT-i
- Мощность: 105 кВт (143 л. с.) при 5600 об/мин
- Крутящий момент: 194 Н⋅м при 3900 об/мин
- Диаметр цилиндра x Ход поршня: 80,5 мм × 97,6 мм
- Степень сжатия: 10,0:1

## 3ZR-FAE
- Объём: 2,0 л (1986 см3)[4]
- Клапанный механизм: Valvematic

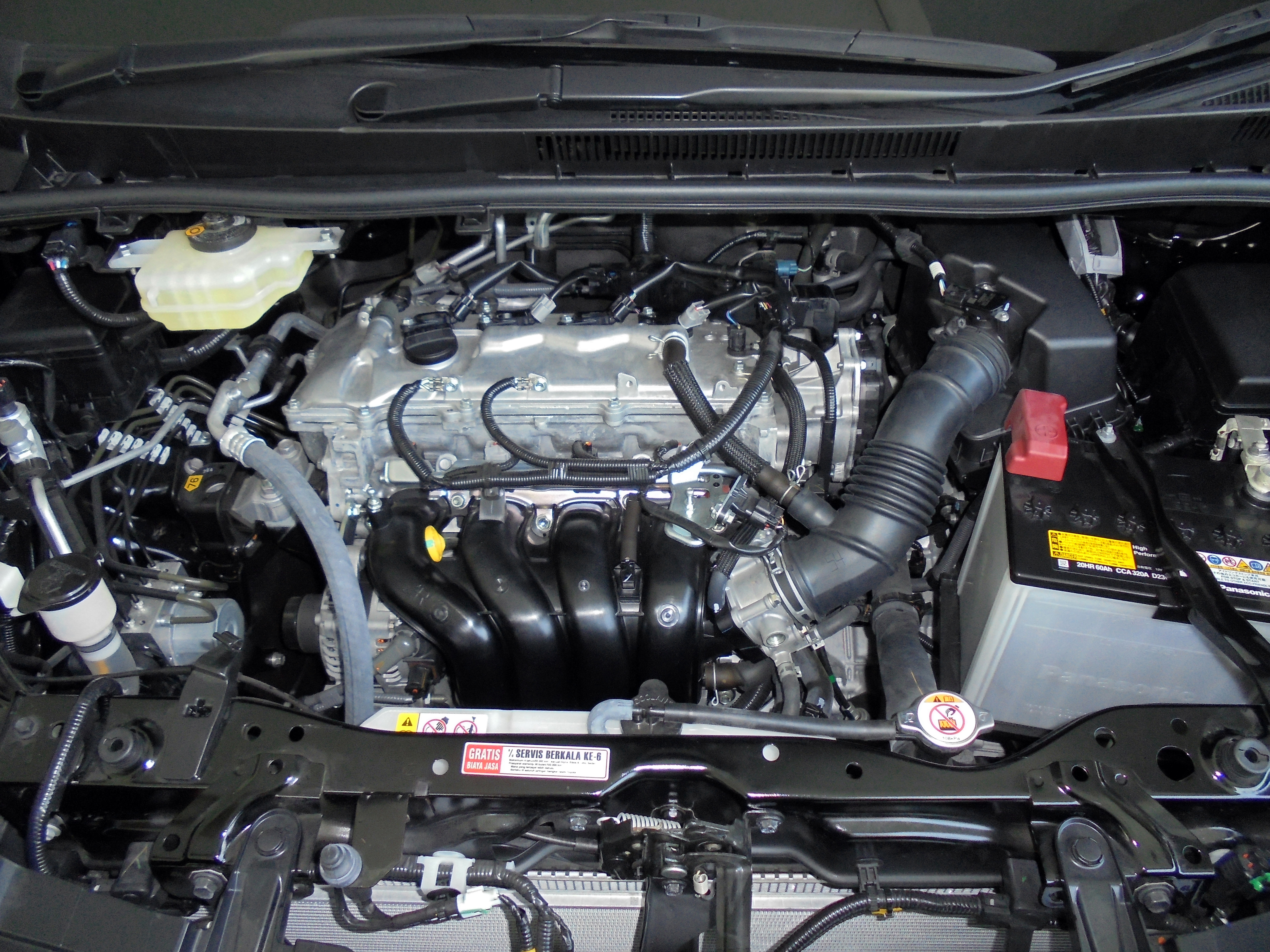
3ZR-FAE

- Мощность: 116 кВт (158 л. с.) при 6200 об/мин
- Крутящий момент: 195 Н⋅м при 4400 об/мин
- Диаметр цилиндра x Ход поршня: 80,5 мм × 97,6 мм
- Степень сжатия: 10,0:1

## 3ZR-FBE (Flex-Fuel)
- Мощность 104 кВт (142 л. с.)

## 4ZR-FE
- Объём: 1,6 л (1598 см3)
- Клапанный механизм: VVT-i
- Мощность: 87 кВт (117 л. с.) при 6000 об/мин
- Крутящий момент: 150 Н⋅м при 4400 об/мин

## 5ZR-FXE
- Объём: 1,8 л (1798 см3)
- Мощность: 73 кВт (99 л. с.) при 5200 об/мин
- Крутящий момент: 142 Н⋅м при 4000 об/мин
- Диаметр цилиндра x Ход поршня: 80,5 мм × 88,3 мм
- Степень сжатия: 13,0:1

## 8ZR-FXE
- Объём: 1,8 л (1798 см3)
- Мощность: 73 кВт (99 л. с.) при 5200 об/мин
- Крутящий момент: 142 Н⋅м при 4000 об/мин
- Диаметр цилиндра x Ход поршня: 80,5 мм × 88,3 мм
- Степень сжатия: 13,0:1

## Производство
Двигатели ZR объёмом 1,6 и 1,8 литра выпускается в Тяньцзини компаниями FAW и Toyota (Tianjin FAW Toyota Engine Co., Ltd.) и в США и Канаде (Западная Вирджиния) компанией Toyota Motor North America.